# 莫尔塞姆附近格里赛姆
莫尔塞姆附近格里赛姆（法語：Griesheim-près-Molsheim，法語發音：[ɡʁisaim pʁɛ mɔlsaim] ⓘ）是法国下莱茵省的一个市镇，属于莫尔塞姆区。

## 地理
莫尔塞姆附近格里赛姆（48°30'12"N, 7°31'54"E）面积4.62 平方千米，位于法国大東部大區下莱茵省，该省份为法国大陆部分最东部的省份，是阿尔萨斯的一部分，今与上莱茵省组成了阿尔萨斯欧洲集体，其南至上莱茵省，西南接孚日省和默尔特-摩泽尔省，西接摩泽尔省，北与德国接壤，东侧沿莱茵河与德国相望。
与莫尔塞姆附近格里赛姆接壤的市镇（或旧市镇、城区）包括：阿尔托夫、比绍夫赛姆、多尔利赛姆、伊讷奈姆、罗赛姆。
莫尔塞姆附近格里赛姆的时区为UTC+01:00、UTC+02:00（夏令时）。

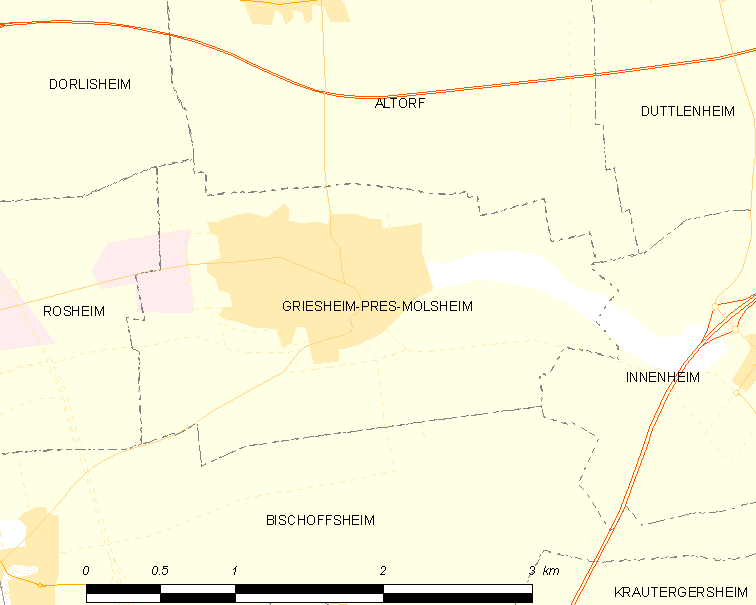
莫尔塞姆附近格里赛姆的OSM定位图

## 行政
莫尔塞姆附近格里赛姆的邮政编码为67870，INSEE市镇编码为67172。

## 政治
莫尔塞姆附近格里赛姆所属的省级选区为莫尔塞姆县。

## 人口

1962-2008年间莫尔塞姆附近格里赛姆人口变化图示

莫尔塞姆附近格里赛姆于2022年1月1日时的人口数量为2341人。